# アスパルフ

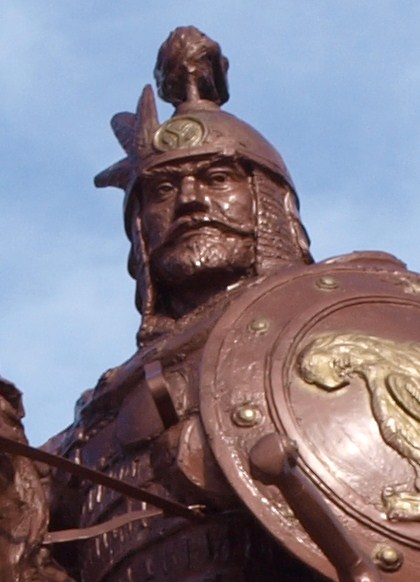
アスパルフ

アスパルフ（КНѪЗ Аспарух, 644年頃 - 700年頃）は、第一次ブルガリア帝国（ドナウ・ブルガール・ハン国）の建国者（在位：681年 - 700年頃）。

## 生涯
ブルガール人のハンで大ブルガリアを打ちたてたクブラトの息子で、ブルガール人のオノグンドゥル族を率いてドナウ川河口付近に拠点を置いた。たびたび東ローマ帝国領を襲い、680年に派遣された東ローマ皇帝コンスタンティノス4世の討伐軍も撃退した。681年、東ローマ帝国に貢納を認めさせ、プリスカを都に定めて第一次ブルガリア帝国（ドナウ・ブルガール・ハン国）を建てた。700年頃、ハザールとの戦いで戦死したとされる。息子のテルヴェルが跡を継いで王位に就いた。